# النسر الأزرق
النسر الأزرق (بالإنجليزية: The Blue Eagle)‏ هو فيلم حركة أبيض وأسود أمريكي من إنتاج عام 1926 من إخراج جون فورد. توجد نسخ من الفيلم في أرشيف الأفلام بمكتبة الكونغرس وفي أرشيف الأفلام والتلفزيون بجامعة كاليفورنيا في لوس أنجلوس ، لكن بكرة واحدة مفقودة.

## أحداث الفيلم
جورج وبيج جيم رفيقان في البحرية لكنهما متنافسان خارجها ، وكلاهما يقاتل من أجل حب روز ، ابنة الشرطي المحلي. عندما تنتهي الحرب ، يحاول الأب ريجان توحيدهم ضد تجارة المنشطات التي يشارك فيها شقيق جورج ، ولجعلهم يحسمون خلافاتهم من خلال قتال ملاكمة.